# Nogueiró e Tenões
Nogueiró e Tenões (llamada oficialmente União das Freguesias de Nogueiró e Tenões) es una freguesia portuguesa del municipio de Braga, distrito de Braga.

## Historia
Fue creada el 28 de enero de 2013 en aplicación de una resolución de la Asamblea de la República de Portugal promulgada el 16 de enero de 2013 con la unión de las freguesias de Nogueiró y Tenões, pasando su sede a estar situada en la antigua freguesia de Nogueiró.

## Demografía
| Gráfica de evolución demográfica de Nogueiró e Tenões entre 2011 y 2021 |
|                                                                         |
| Datos según el nomenclátor publicado por el INE portugués.              |